# Балыхин, Григорий Артёмович
Григорий Артёмович Балыхин (род. 19 ноября 1946 года, Затишное Днепропетровской области) — советский партийный функционер, российский чиновник и политик, депутат Государственной Думы V VI, VII созывов, член комитета Госдумы по образованию и науке. Член фракции «Единая Россия». Награжден Медалью Ярослава Мудрого I степени (2007). Действительный государственный советник Российской Федерации 1 класса (2000).

## Биография
Родился 19 ноября 1946 года в селе Затишное Криничанского района Днепропетровской области Украинской ССР.
В 1966 году окончил Марганцевский горный техникум в городе Марганец Днепропетровской области. С 1967 по 1969 год служил в Советской армии.
После демобилизации поступил в Университета дружбы народов им. Патриса Лумумбы в Москве. В 1974 году окончил инженерный факультет Университета дружбы народов им. Патриса Лумумбы по специальности «разработка месторождений полезных ископаемых».
С 1974 по 1987 год работал ассистентом, старшим преподавателем, доцентом Университета дружбы народов, заместителем секретаря парткома, секретарём парткома УДН, избирался секретарем комитета ВЛКСМ.
В 1981 году получил учёную степень кандидата технических наук (1981, диссертация «Исследование проявлений горного и газового давления с целью совершенствования технологии очистных работ»). Научным руководителем был профессор И. Л. Машковцев.
С 1987 по 1991 год работал секретарем, вторым секретарем, первым секретарем Черемушкинского райкома КПСС города Москвы.
С 1991 по 1993 год работал заместителем генерального директора по экономике АО «Мосстройремкомплект» города Москвы.
С 1993 по 1998 год работал проректором по коммерческой деятельности, первым проректором по экономической деятельности Российского университета дружбы народов (бывший УДН им. П.Лумумбы).
30 октября 1998 года председатель правительства РФ Е. М. Примаков назначил Григория Балыхина заместителем министра общего и профессионального образования Российской Федерации. На должность министра месяцем ранее, 30 сентября , был назначен Владимир Филиппов. Занимал должность по май 1999 года.
25 мая 1999 года на базе министерства общего и профессионального образования РФ было образовано министерство образования РФ. И министр Филиппов, и замминистра Балыхин должности сохранили. С 1999 по 2000 год Балыхин работал заместителем министра образования РФ.
С 2000 по 2004 год — первый заместитель министра образования РФ.
24 мая 2004 года в Центральном экономико-математическом институте Российской академии наук защитил диссертацию на соискание степени доктора экономических наук на тему «Система образования как фактор социально-экономического развития России: принципы и организационно-экономические методы управления» (научный консультант В. Л. Макаров; официальные оппоненты В. С. Балабанов, Е. Н. Жильцов, В. М. Рулёв). Профессор.
С 2004 по 2007 годы — руководитель Федерального агентства по образованию.
В 2007 году был избран депутатом Государственной Думы пятого созыва в составе федерального списка кандидатов, выдвинутого Всероссийской политической партией «ЕДИНАЯ РОССИЯ».
В 2011 году переизбран депутатом Государственной Думы шестого созыва в составе списка кандидатов от Ульяновской области, выдвинутого Всероссийской политической партией «ЕДИНАЯ РОССИЯ».
В 2016 году в третий раз подряд избрался депутатом Государственной Думы седьмого созыва в составе списка кандидатов от Оренбургской, Самарской и Ульяновской области, выдвинутого Всероссийской политической партией «ЕДИНАЯ РОССИЯ».
С 2007 по 2019 год, в течение исполнения полномочий депутата Государственной Думы V, VI и VII созывов, выступил соавтором 54 законодательных инициатив и поправок к проектам федеральных законов.
Действительный государственный советник Российской Федерации 1 класса.

## Личная жизнь
Супруга — доктор педагогических наук, профессор РУДН, заслуженный деятель науки РФ Т. М. Балыхина (род. 1954). Сыновья: Артём — кандидат юридических наук, и Михаил (род. 1983), доктор экономических наук, экс-ректор МГУПП.

## Награды, премии
Награждён:
- Орденом Трудового Красного Знамени
- Орденом Дружбы;
- Орденом «За заслуги перед Отечеством» 3 и 4 степени
- Медалью «За трудовое отличие»
- Медалью «В память 850-летия Москвы»
- Медалью Столыпина П. А. I (2019)[11] и II (2011) степени
- Лауреат премии Правительства Российской Федерации в области науки и техники
- Медаль имени Ярослава Мудрого I степени (Новгородский Государственный Университет им. Ярослава Мудрого, 2007)[12]